# Campo Cinco Hermanos
Campo Cinco Hermanos är en ort i Mexiko.   Den ligger i kommunen Navolato och delstaten Sinaloa, i den västra delen av landet, 1 100 km nordväst om huvudstaden Mexico City. Campo Cinco Hermanos ligger 8 meter över havet och antalet invånare är 544.
Terrängen runt Campo Cinco Hermanos är mycket platt. Runt Campo Cinco Hermanos är det ganska tätbefolkat, med 155 invånare per kvadratkilometer. Närmaste större samhälle är Navolato, 16,5 km öster om Campo Cinco Hermanos. Omgivningarna runt Campo Cinco Hermanos är i huvudsak ett öppet busklandskap.